# Roßdorf (Assia)
Roßdorf è un comune tedesco di 12 898 abitanti,, situato nel land dell'Assia.